# スバル・ビッグホーン
ビッグホーン（BIGHORN）は、かつていすゞ自動車が生産、富士重工業（現・SUBARU）が販売していたSUVである。

## 概要
ビッグホーンの国内におけるもうひとつのOEM車である本田技研工業のホライゾンが専用グリルを用意したのに対し、エンブレムにSUBARUと書かれていることを除けば本車はいすゞのそれと全く同一で、車名すら変えなかったことでも判るようにスバルとしては本車の販売に力を入れることはなかった。これは4WDを主力とする同社の乗用車はレオーネ以来ラリーで実績を挙げていることからも判るように基本的に悪路に強く、ユーザーがわざわざクロカン車を選択する必然性が薄かったことが大きい。ただし、現在のクロスオーバーSUVの性格を持っていたレオーネ・ツーリングワゴン及びドミンゴの生産終了後はしばらくスバルに自社製SUV不在の状況が続き、レガシィグランドワゴンを経てフォレスターが登場することになる。
なお、日本の自動車史上同じ車名で他社からOEM供給を受けた例はこのビッグホーンの例以後は2019年10月にトヨタ自動車がダイハツ工業が製造するダイハツ・コペンの供給を受けトヨタ・コペン GR SPORTとして発売するまで存在しなかった。

## 初代（1988年-1992年）UBS55FMS/CMS/CWS/FWS/FWRS型
1988年11月、いすゞ自動車からのOEM供給により発売。RVブームの中、ラダーフレームを必要とするクロカン車の開発が間に合わず、急ぎ商品構成に加えるために登場した。
車体はロングボディとショートボディの2種、駆動系統は2800ccディーゼルターボの5速MTと4速ATが設定されていた。なお、グレードはイルムシャーのみだった。

## 2代目（1992年-1993年）UBS25GWS/UBS69GWS型
1992年、いすゞでのモデルチェンジにあわせて2代目に移行、3,200ccDOHCガソリンと3,100ccディーゼルターボの5速MTないしは4速AT（特に、ガソリンは4速ATのみ）となる。全グレードがロータスのチューンモデルとなる。
1993年、いすゞとのOEM契約が満了したことで発売終了となる。